# Pernštejnské Janovice
Pernštejnské Janovice (německy Janowitz) jsou malá vesnice, část obce Věžná v okrese Žďár nad Sázavou. Nachází se asi 2 km na sever od Věžné. V roce 2009 zde bylo evidováno 19 adres. V roce 2001 zde trvale žilo 28 obyvatel.
Pernštejnské Janovice leží v katastrálním území Věžná na Moravě o výměře 6,55 km2.